# 約翰·坎迪

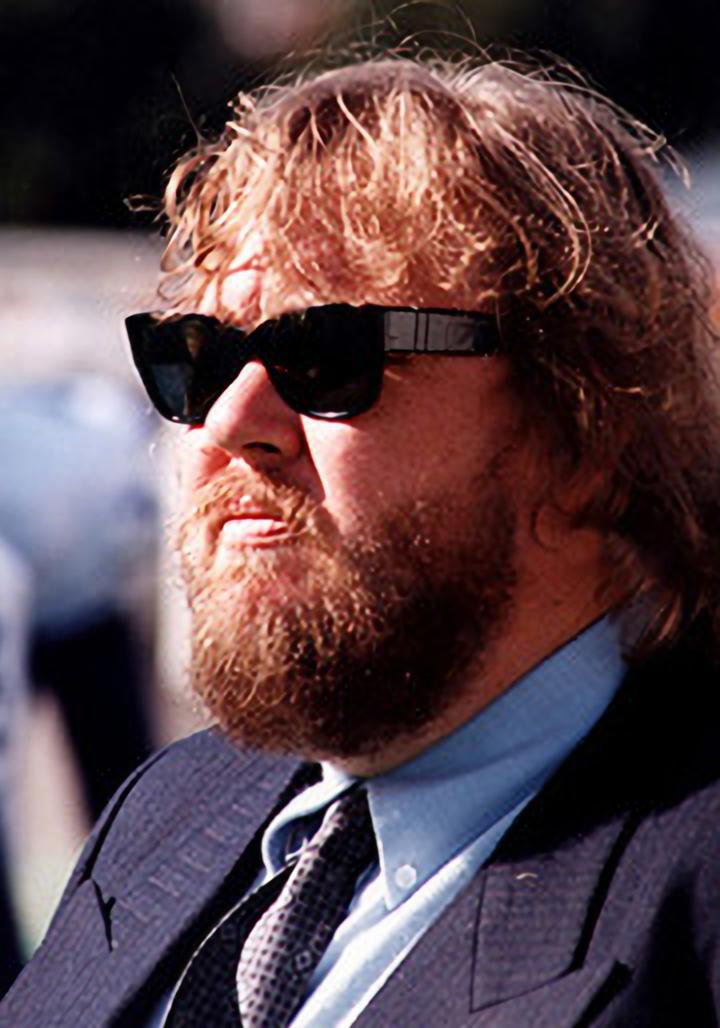
約翰·坎迪

约翰·富兰克林·坎迪 (1950年10月31日 - 1994年3月4日) 是加拿大演员、喜剧演员。他曾在美人鱼 、布鲁斯特的百万横财 、太空炮彈、福祿雙霸天、小鬼當家中亮相。除了演戲，坎迪还是加拿大加式足球聯盟球隊多伦多阿尔戈人的所有人之一，该队在他的带领下赢得1991年格雷杯。
坎迪生前体重超过375磅（170） 。 坎迪有心肌梗死家族病史，他的父亲就因心脏病过早去世。 此外坎迪每天抽一包香菸， 而且酗酒和吸食可卡因。 坎迪最終因心肌梗死去世。 